# Air Lithuania
 (novembre 2023).

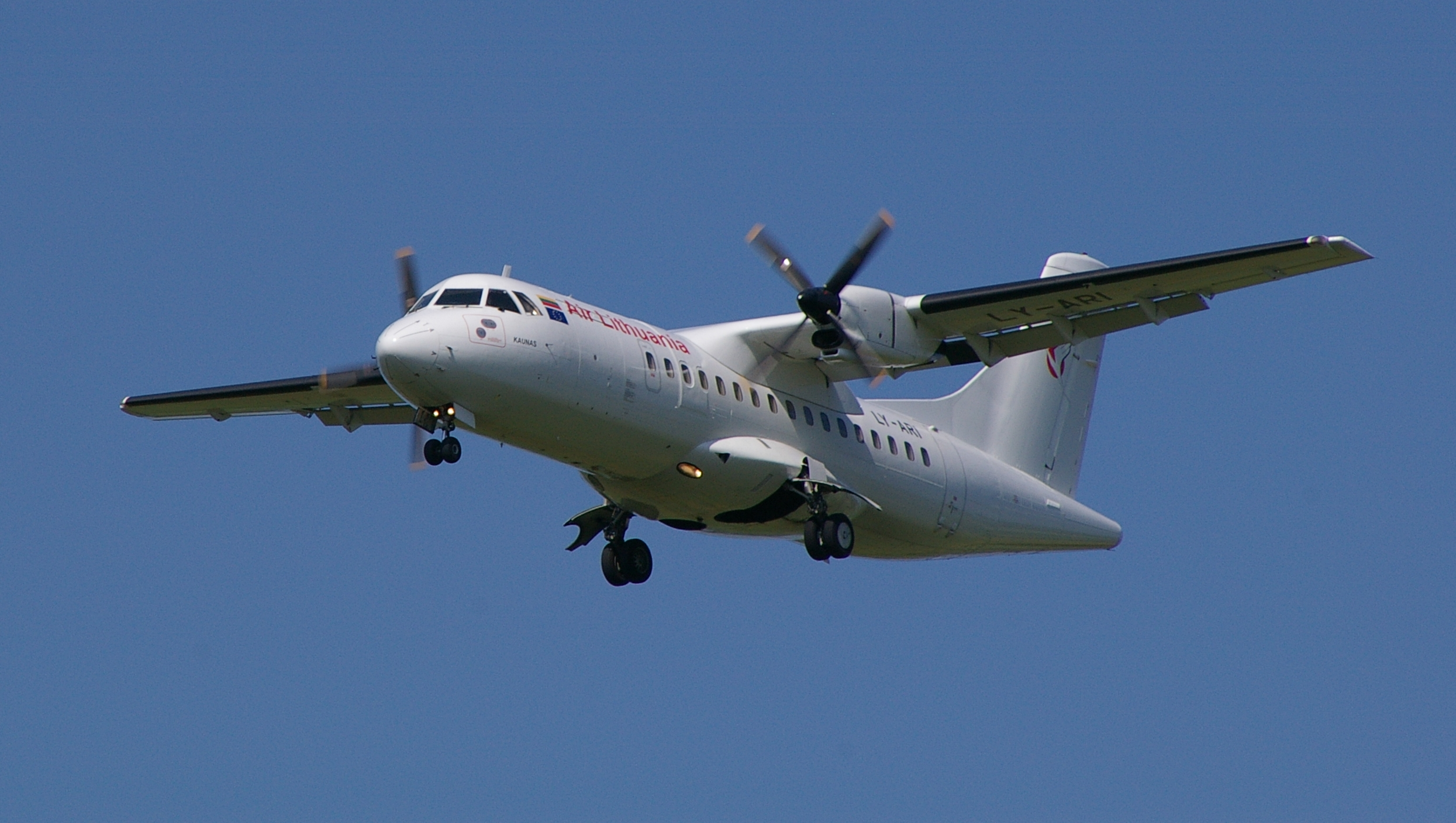
ATR 42 d'Air Lithuania (2005)

AB „Aviakompanija Lietuva‟ (en anglais Air Lithuania) (code AITA : TT) est une ancienne compagnie aérienne régionale de Lituanie, basée à Kaunas. Fondée en 1991, elle cesse ses activités en 2005.

## Histoire
- 1991 : après la réorganisation de la filiale d'Aeroflot de Kaunas, Air Lithuania est créée.
- 1993 : le premier vol régulier Kaunas - Budapest -Kaunas se déroule en février.
Un vol régulier  Kaunas -Palanga - Kristianstad - Palanga – Kaunas commence en juin.
Le vol Kaunas – Palanga – Hambourg – Palanga – Kaunas commence en novembre.
- 1994 : en septembre, début des vols réguliers Kaunas – Oslo – Kaunas.
- 1995 : Air Lithuania est réorganisée d'entreprise publique en Joint Stock Company (privatisée en bourse).
- 1996 : en août le vol Kaunas - Oslo - Kaunas est effectué via Palanga.
En novembre, un vol régulier Kaunas - Palanga - Billund - Palanga - Kaunas débute.
Air Lithuania devient un membre d'ERA (European Regional Airlines Association) et de MITA (Multilateral Interline Traffic Agreements).
- 1997 : première acquisition d'un ATR 42 (en leasing).
Le 11 septembre, les parts de la société AB “Air Lithuania” sont transférées à la compagnie sœur Lithuanian Airlines.
- 1999 : en avril, vol régulier Palanga – Cologne/Bonn – Palanga débute. Durant l'été, un vol saisonnier Palanga - Moscou est proposé.
- 2003 : en mars début des vols Kaunas – Palanga – Malmo – Palanga – Kaunas.
Un autre ATR 42 est acquis sur une base de leasing.
Le service des Yakovlev (Yak-40) est abandonné définitivement.
En mai, les deux ATR 42 sont baptisés respectivement Kaunas et Klaipėda.
- 2005 : en novembre, la compagnie cesse ses activités

## Flotte
Uniquement deux ATR depuis l'abandon des Yakovlev.